# 1949年香港
|        | 香港歷史 \| 香港歷史年表                                                                                                   |
| 世紀： | 19世紀香港 \| 20世紀香港 \| 21世紀香港                                                                                     |
| 年代： | 1910年代香港 \| 1920年代香港 \| 1930年代香港 \| 1940年代香港 \| 1950年代香港 \| 1960年代香港 \| 1970年代香港               |
| 年份： | 1945年香港 \| 1946年香港 \| 1947年香港 \| 1948年香港 \| 1949年香港 \| 1950年香港 \| 1951年香港 \| 1952年香港 \| 1953年香港 |
| 紀年： | 己丑年（牛年）、香港開埠108周年、香港重光4周年                                                                             |

## 大事記

### 1月
- 1月15日——卜公花園木寮區火災，2,000餘人痛失家園。
- 1月17日——增設防衛司，霍姆斯出任首位司長。
- 1月21日——九龍紗廠300工人罷工，抗議資方減發年終花紅。
- 1月23日——
  - 一名男子由深圳運送牛隻至香港時，被3人槍擊，中9槍不死，回港報警。[1]
  - 南洋紗廠600工人罷工，要求40天年賞。
- 1月24日——上環保良新街焚屋4幢，掘出2屍；大南紗廠全體工人罷工要求年賞。
- 1月27日——大角咀焚木屋250間，2死1傷。
- 1月31日——按統計，香港人口達180餘萬[2]:242。

### 2月
- 2月15日——油蔴地東安街昌發鑄造廠發生爆炸，1死1傷。[3][4]
- 2月15日——1949年戲劇節舉行。
- 2月16日——港府宣佈發行1毫及5仙兩種新輔幣。
- 2月24日——國泰航空一架C-47改裝的DC-3客機因能見度差墜毀於北角寶馬山，23人喪生[5]。香港仔一艘漁船爆炸，6死4傷[6]。

### 3月
- 3月1日——《1949年香港防衛軍則例》實施，香港防衛軍成立。英文虎報創刊。
- 3月3日——由港開穗的「寧波輪」在廣州白鵝潭發生爆炸，死10餘傷33。
- 3月17日——香港火柴廠工人罷工。
- 3月19日——尖沙咀天星碼頭對出發生撞船意外，「粵華二號」1死2失蹤。
- 3月25日——由穗開港的「和平輪」在廣州附近瀝滘河誤觸中國共產黨放置的水雷爆炸沉沒，死百餘、傷二百餘人。
- 3月28日——駐港英軍海陸空大演習，1,400人參與。

### 4月
- 4月6日——大角咀福全街工廠及木屋區大火，3死8傷，焚屋600餘，災民約3,000名。
- 4月11日——大南紗廠鐵工全體罷工，抗議資方開除11名工人。
- 4月14日——港府頒令禁止買賣借貸及持有黃金。
- 4月17日——九巴首次引入雙層巴士。
- 4月28日——政府頒佈《反罷工條例》。

### 5月
- 5月3日——邊境匪黨掃射警員，一警員殉職。
- 5月6日——西貢匪徒劫水警輪，3名警官殉職。
- 5月17日——邊界警崗遇襲，一警員殉職。
- 5月25日——香港政府立法局通過《取締社團活動活動條例》，該條例規定雖香港以外社團在香港個別成員亦當作社團看待，警察可以任意進入認為社團或社團成員之房屋內進行搜查及逮捕[7]:8927。荃灣美亞紗廠全體工人罷工。

### 6月
- 6月1日——新界邊境戒嚴。
- 6月6日——筲箕灣戲棚爆炸，多人受傷。
- 6月7日——英國國防大臣亞歷山大訪港。
- 6月8日——灣仔警匪大戰，3名疑犯被擊斃。
- 6月27日——汲水門撞船事故，3人失蹤。

### 7月
- 7月3日——土瓜灣譚公道木屋區1,000戶全面拆卸夷為平地，10,000餘人失去家園。
- 7月9日——香港大學入學試揭盎，293人報名，235人應考，100人合格獲取錄。

### 8月
- 8月4日——《國民日報》易名為《香港時報》，最後於1993年停刊。
- 8月14日——巴士失事，13人受傷。
- 8月17日——立法局通過《人口登記條例》、《驅逐不良分子出境條例》及《緊急條例》。同日，香港實行身份證制度。
- 8月18日——設立人民入境事務處，沃莫爾為首任處長。
- 8月19日——香港各銀行暫停按揭借款。港府發表《告增防香港英軍書》，強調英國保衛香港決心。
- 8月21日——包括周壽臣及行政立法兩局議員在內的2,000名社會名流呈請港督要求制止屠宰狗隻。
- 8月24日——旺角洗衣街200餘寮屋被拆，1,000餘人失去家園。
- 8月29日——九龍一架噴火機與水機相撞，噴火機機毀人亡。

### 9月
- 9月7日——澤生輪在昂船洲爆炸沉沒，13人罹難[8]。
- 9月8日——颱風迫近本港，在香港以南70公里處掠過，香港天文台懸出九號風球[9]，造成1死3傷[10]，香港邊界以外海域則有11人溺斃[11]。澳門改懸十號風球[12]。
- 9月19日——原國軍上將楊傑，因和中共合作反對國民黨，並擔任中國人民政治協商會議第一屆全體會議代表，在下榻其友人位於灣仔軒尼詩道302號4A室家中時，被國民黨特務陳家慶槍殺。
- 9月21日——香港警察連日搜查左傾人士住宅，香港法院以藐藐法庭罪名，判《華商報》罰金4000元[7]:9014-9015。英國商輪「摩勒號」被海軍釋放後到達香港[7]:9015。
- 9月27日——一列廣州開往香港的九廣鐵路客車在東莞林村站附近遇土匪預設的炸彈炸至出軌，7死27傷。

### 10月
- 10月16日——從廈門開往香港的「安徽輪」，開船僅15分鐘即遇國共炮戰，共軍一彈射入船中，3死29傷。

### 11月
- 11月19日——青山道軍車與巴士相撞，14人受傷。
- 11月21日——中華民國副總統李宗仁抵達香港。
- 11月22日——香港火柴廠工人再度罷工。
- 11月29日——菲律賓副總統羅伯資訪問香港。

### 12月
- 12月3日——港九水陸警員舉行彈壓暴動演習。
- 12月4日——蒲台島東南海域發生嚴重海難，開往汕尾的機動木船「裕安號」沉沒，約80人喪生，僅4人獲救生還[13][14]。1949年千人單車環遊香港大實舉行。
- 12月5日——深水埗蘇屋村大火，焚屋750間，災民2,000餘人，2童被燒死。
- 12月8日——港督葛量洪抵澳門訪問。
- 12月15日——警方在稅務局拘捕百餘人，懷疑涉及貪污。第7屆國貨展覽會揭幕。
- 12月21日——中國農民銀行關閉香港分行，遷往台北繼續營業。
- 12月24日——香港電車工人罷工，資方關廠，解僱全體售票員。
- 12月30日——港府頒佈《1949年非常時期條例》。

## 出生人物
- 鮑起靜、張宇人、程翔、陳鑑林、方黃吉雯、黃定光、黃淑儀、柯清輝、關正傑、林超英、羅海星、廖長城、李國英、李麗娟、梁家仁、潘迎紫、丘成桐、史美倫、施永青、徐小鳳、蕭若元、邢李㷧、何柱國、劉松仁、古思堯、吳亮星、彭健新、林偉強、王國興、羅祥國、譚耀宗、邵善波、郭家明、郭新、陳啟宗、霍震寰、馮志堅、馮紹波、黎愛蓮、陳鑑林、黃韻詩、黃淑儀等。

## 逝世人物
- 5月23日，羅旭和，前香港行政局、立法局議員。